# LeChee, Arizona
LeChee je naseljeno područje za statističke svrhe u američkoj saveznoj državi Arizona. Prema popisu stanovništva iz 2010. u njemu je živjelo 1,443 stanovnika.